# جوزيه بوشنل غرينليف
جوزيه بوشنل غرينليف هو محامي وسياسي أمريكي، ولد في 22 ديسمبر 1821 في نيو هافن في الولايات المتحدة، وتوفي في 31 مارس 1891 في غرينيل في الولايات المتحدة. نشط حزبياً في الحزب الجمهوري. وقد انتخب عضو مجلس ولاية آيوا ‏ وانتخب عضو مجلس النواب الأمريكي ‏ عن دائرة الدائرة الكونغرسية الرابعة في آيوا ‏ (4 مارس 1863 – 3 مارس 1866).

## وصلات خارجية
- جوزيه بوشنل غرينليف على موقع الموسوعة البريطانية (الإنجليزية)